# Carlos Etayo
Carlos Etayo Elizondo (1921-2006) fue un marino español.
Carlos Etayo, conocido como "Capitán Etayo", tras un largo periodo profesional en la armada española, realizó diversas rutas con réplicas de naves históricas, destacando la que Cristóbal Colón realizó en 1492 para el  descubrimiento de América con los mismos recursos e indumentaria con los que se realizó la ruta original. Fue condecorado con Cruz del Mérito Naval de primera clase y comendador de la Orden de Isabel La Católica y de la Orden venezolana Vasco Núñez de Balboa.

## Biografía
Carlos Etayo Elizondo nació en Pamplona, Navarra (España) en 1921. Durante la guerra civil española combatió como requeté. Cursó estudios de marino en la Escuela Naval de San Fernando de Cádiz en 1941. Formó parte de la tripulación, con el grado de teniente, en el crucero Almirante Cervera, comandante en la patrullera "V-18" y posteriormente mandó  la motonave "La Mancha".
En 1957 abandonó la Armada  y comenzó a navegar con réplicas de embarcaciones de época, especialmente con carabelas y naos. Con este tipo de naves realizó varias rutas históricas entre la que destaca la realizada en 1962 con la  réplica de la carabela "La Niña" (bautizada como "La Niña II"), una de las naves de la expedición con la que Cristoibal Colón descubrió América. Etayo realizó la ruta emulando las condiciones originales, recorriendo las cuarenta mil millas marinas con los mismos recursos e indumentaria.
En 1965 construyó la carabela "Olatrane-Sanlúcar", en recuerdo del valle navarro del mismo nombre que era también el de un patache de la flota de Legazpi de 1564, con la que cruzó el Atlántico hasta Brasil y llegó luego al puerto de Acapulco a través del canal de Panamá. 
En 1992 capitaneó, ya con 71 años, la "La Niña III" con la que realizó una travesía hasta el América como parte de los actos de la conmemoración del V centenario del Descubrimiento.  Fue crítico con las reproducciones realizas de forma oficial, que consideró demasiado grandes, inestables, poco marineras y por supuesto antihistóricas, pues disponían de motor y aparatos de navegación, así como con que en esa conmemoración oficial se celebrase exclusivamente el descubrimiento. "La Niña III" fue financiada con las aportaciones que hicieron personas e instituciones privadas, entre las que hay que destacar la Fundación Hernando de Larramendi. Una vez terminado el viaje, el Cabildo Insular de Gran Canaria compró la carabela y liberó al capitán de las deudas que tenía asumidas por el proyecto.
Con esa nave, realizó en 1998, cuando ya contaba 78 años de edad, la travesía de  Cádiz a Canarias y de Canarias hasta Lisboa.
Militante carlista, fue nombrado por Sixto Enrique de Borbón Comendador de la Orden de la Legitimidad Proscrita.
Murió en la localidad navarra de San Adrián el 26 de mayo de 2006 a los 84 años de edad.

## La travesía con Colón
En 1957 el entonces presidente de la República Dominicana, Leónidas Trujillo, acordó con la Armada Española la financiación y construcción de una réplica de una de las carabelas de la expedición colombina. La Armada contó con la colaboración de Cristóbal Colón de Carvajal, duque de Veragua, quien era compañero de armas y amigo personal de Carlos Etayo. Colón implicó a Etayo en el proyecto que acabó siendo su pasión y que finalizó gracias a sus propios recursos económicos. La nave construida fue una réplica de la carabela "La Niña" y fue bautizada como "La Niña II".
"La Niña II" se botó en 1962, con Carlos Etayo como capitán. Con ella realizó una travesía con un recorrido similar y en las mismas condiciones que Colón, 500 años antes. La nave partió del puerto guipuzcoano de Guetaria y llegó a Huelva el 12 de septiembre de 1962. El 19 del mismo mes partió hacía Santo Domingo haciendo escala en la ciudad canaria de  Las Palmas. Llegó a San Salvador 75 días después tras sufrir una avería en el timón de la nave (Colón tardó solo 33 días en realizar dicha ruta). Junto a Etayo formaban la tripulación el padre Sagaseta, José Valencia Salsamendi, Antonio Aguirre, Michel Vialars, Manuel Darnaude, José Ferrer y Roberto Marx.

## Publicaciones
- La expedición de la Niña II (Barcelona, 1963)
- Naos y Carabelas de los descubrimientos y las Naves de Colón (1971)
- Catorce mil millas de carabela por las rutas de Colón (Madrid, 1974)[1]